# Shorta. El pes de la llei
Shorta. El pes de la llei és una pel·lícula d'acció criminal danesa del 2020 dirigida per Frederik Louis Hviid i Anders Ølholm en el seu debut com a director. La pel·lícula es va estrenar al 77è Festival Internacional de Cinema de Venècia a la 35a Setmana Internacional de la Crítica el 5 de setembre de 2020, i tracta sobre dos agents que queden atrapats enmig dels aldarulls provocats per la notícia que un jove estranger del gueto ha mort mentre es trobava sota custòdia policial. S'ha doblat i subtitulat al català.
«Shorta» és una paraula àrab per a «policia».

## Sinopsi
En Jens Høyer (Simon Sears) i en Mike Andersen (Jacob Lohmann) són oficials de patrulla rutinària al gueto de Svalegården, un barri fictici de Copenhaguen. L'estat d'ànim entre la població estrangera s'escalfa perquè un senegalès arrestat, en Talib Ben Hassi, de 19 anys, ha resultat ferit greument sota custòdia policial i es troba en perill de mort. Quan es dona a conèixer la mort del jove Talib, els dos agents, que es dedicaven a una investigació, són atacats i el seu cotxe és incendiat. En Jens i en Mike hauran de sobreviure al desig de venjança dels veïns del gueto.

## Estrena
La pel·lícula es va projectar per primer cop al 77è Festival Internacional de Cinema de Venècia, concretament a la 35a Setmana Internacional de la Crítica, el 5 de setembre de 2020. Es va estrenar als cinemes de Dinamarca el 8 d'octubre de 2020. Va tenir una estrena limitada als cinemes d'Amèrica del Nord a càrrec de Magnolia Pictures i es va estrenar a la carta per Magnet Releasing el 19 de març de 2021. Es va estrenar internacionalment el 4 de juny de 2021.